# مقاطعة آباده
مقاطعة آباده (بالفارسية: شهرستان آباده) هي إحدى المقاطعات في محافظة فارس في إيران. مركز مقاطعة آباده هو مدينة آباده.